# Dorfkirche Hohenstein (Bönnigheim)

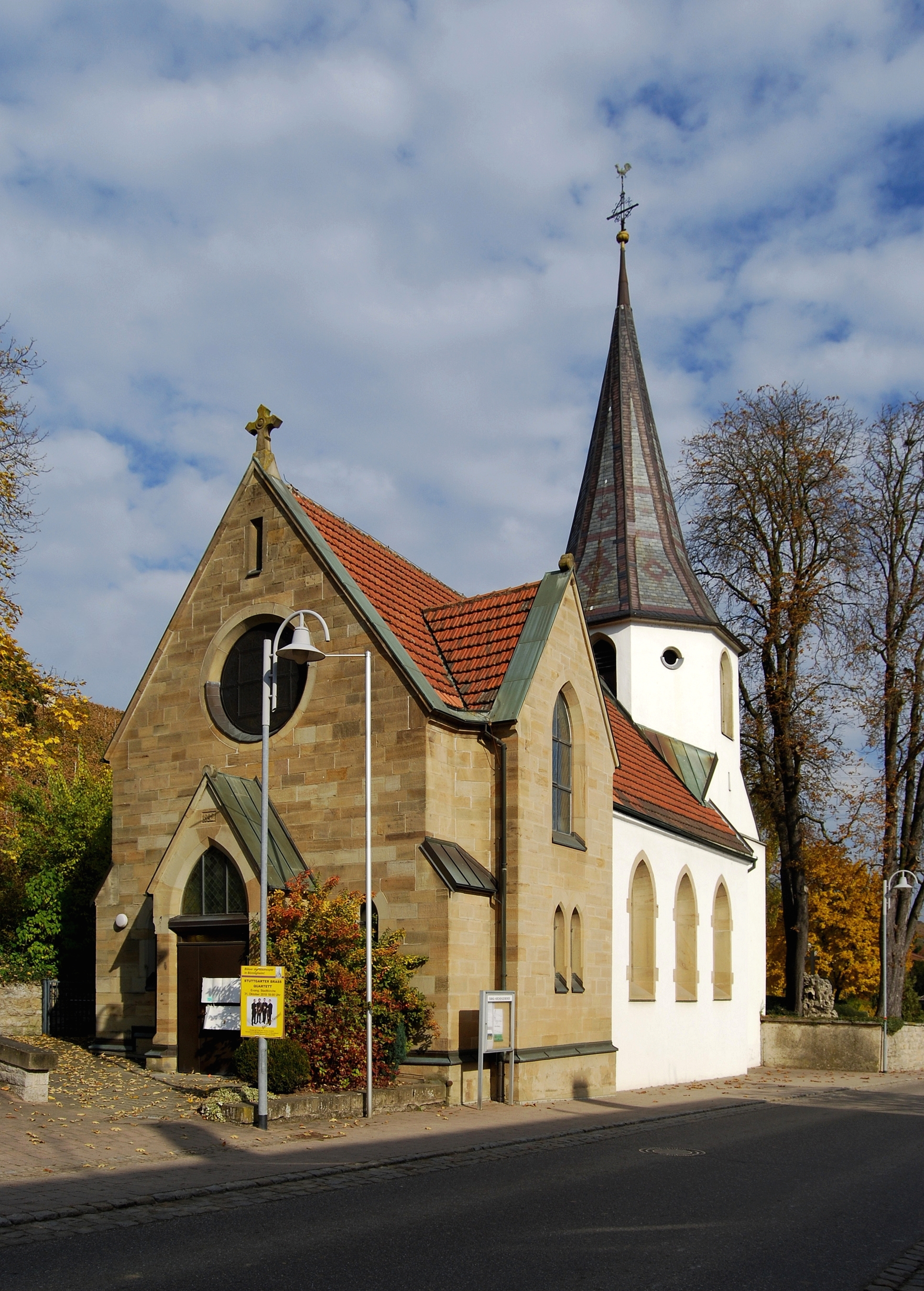
Dorfkirche Hohenstein

Die evangelische Dorfkirche Hohenstein steht in Hohenstein, einem Stadtteil von Bönnigheim im Landkreis Ludwigsburg in Baden-Württemberg. Das Bauwerk ist beim Landesamt für Denkmalpflege Baden-Württemberg als Baudenkmal eingetragen. Die Kirchengemeinde gehört zum Kirchenbezirk Besigheim der Evangelischen Landeskirche in Württemberg.

## Beschreibung
Die Saalkirche besteht aus einem 1601 gebauten Langhaus und einem Chorturm auf quadratischem Grundriss aus dem späten 13. Jahrhundert im Osten. Die Kirche bekam bei der Restaurierung nach Plänen von Heinrich Dolmetsch 1892 ihre heutige Gestalt. Das Langhaus wurde durch einen neugotischen Anbau aus Quadermauerwerk nach Westen verlängert, der Chorturm wurde mit einem achteckigen Geschoss aufgestockt, in dessen Glockenstuhl drei Kirchenglocken hängen, und mit einem achtseitigen spitzen Helm bedeckt. 
Um 1969 wurde eine neue Orgel von Emanuel Kemper & Sohn gebaut. 